# ちょんちょんキジムナー
「ちょんちょんキジムナー」は、沖縄民謡の楽曲、また、それを下敷きに創作された楽曲。この曲名で言及される楽曲には、詞曲とも作者不詳の民謡とされるもの、詞を川上進行と照屋林助が共作したもの、詞曲とも照屋政雄によるとされるもの、などがある。
「ちょん（正確には長音で「ちょーん」）」は沖縄語で「来ている」の意味。キジムナーは下の記述のとおり沖縄の伝説上の精霊。

## 民謡「ちょんちょんキジムナー」
民謡の「ちょんちょんキジムナー」は、樹木、特にガジュマルの精霊とされるキジムナーの伝承を踏まえた歌詞で歌われる。代表的な歌詞は次のようなものである（普天間かおりの歌唱による）。

## 川上進行、照屋林助の「ちょんちょんキジムナー」
この歌詞は広く普及しており、ライブなどではこちらの歌詞で歌われることが多いとされる。

## 照屋政雄の「ちょうんちょうん節」
照屋政雄は、さらに歌詞が異なる楽曲を「ちょうんちょうん節」という曲名で、自ら作詞・作曲した楽曲として登録しており、一般的には、「政雄のちょんちょんキジムナー」、また、「チョンチョンキジムナー」などとして言及される。原案として、進行、林助の名を表示する例もある。ソウル・フラワー・モノノケ・サミットが2005年にリリースした『デラシネ・チンドン』に、照屋政雄の許可を得て、ヤマトグチ（日本語）のヴァージョンを制作、収録している。

## モノレールの車内メロディー
2019年10月に開業した沖縄都市モノレール線の石嶺駅で、到着時の車内メロディーに使用されている。